# Wolter Robert van Hoëvell
Wolter Robert baron van Hoëvell (Deventer, 14 juli 1812 – Den Haag, 10 februari 1879) was een Nederlands koloniaal hervormer en Indisch specialist van de liberalen in de Tweede Kamer.

## Levensloop
Wolter Robert van Hoëvell was de zoon van G.W.W. baron van Hoëvell en E.L.I. van der Capellen, de nicht van de gouverneur-generaal van Nederlands-Indië Godert van der Capellen (1816-1826). Van Hoëvell studeerde theologie aan de Universiteit van Groningen waar hij in 1836 promoveerde. In 1837 reisde hij naar Batavia (Nederland-Indië) waar hij predikant werd. Later werd hij belast met het beheer van de kerkelijke belangen in Nederlands-Indië.
In 1837 werd Van Hoëvell lid van het Bataviaasch Genootschap van Kunsten en Wetenschappen. Een jaar later richtte hij samen met predikant S.A. Buddingh en directeur van de Landsdrukkerij in Batavia J.J. Brest van Kempen het Tijdschrift voor Nederlandsch-Indië (oorspronkelijk: Tijdschrift voor Neêrland's Indië) op. Van 1841 tot 1849 was Van Hoëvell redacteur van dit tijdschrift. Hij verwierf zich een reputatie als strijder tegen de misstanden in de Oost. Dat een slavenverkoop ook in de Oost een weerzinwekkend vertoon was, toonde zijn novelle Eene slaven-vendutie (1853). Met zijn tweedelige Slaven en vrijen onder de Nederlandsche wet richtte Van Hoëvell zijn pijlen ook op de wantoestanden in de West. Naar genre schreef Van Hoëvell met dit werk een van de merkwaardigste boeken van de 19de eeuw. In het voorwoord noemt hij zichzelf een compilateur van berichten die hem van verschillende zijden zijn aangereikt. Hij kan slechts de Verslagen door de minister van Koloniën aan de Tweede Kamer noemen, omdat zijn informanten zich anders “aan tallooze onaangenaamheden” zouden blootstellen van de zijde van de tegenstanders van de slavenemancipatie. De stof die Van Hoëvell werd aangeboden, heeft hij gearrangeerd naargelang het hem uitkwam: sommige voorvallen zijn direct verhaald, andere samengevoegd tot één vertelling. Zijn boek is een mengeling geworden van essay, reisverslag, landenbeschrijving, fictioneel proza en pamflet. Er is geen uitvoeriger beschrijving bekend van de deplorabele staat waarin de 40.000 Surinaamse slaven van de eerste helft van de 19de eeuw verkeerden, van het optreden tegen de weglopers en van de patrouilles die werden georganiseerd om hen op te sporen.
Hij was van 1849 tot 1862 Tweede Kamer en daarna lid van de Raad van State.

## Wetenswaardigheden
- Van Hoëvell publiceerde ook onder het pseudoniem Jeronimus.[2]
- Hij was een geestverwant en goede kennis van Eduard Douwes Dekker, Multatuli, met wie hij correspondeerde.

## Werk
- Harpe en Psalter (naar Philipp Spitta, Groningen 1837)
- Batavia. Episode uit de Geschied. van Neerl.-Indië (Batavia 1840) *Sjaïr Bidasari (Batavia 1844)
- 1849. W.R. van Hoëvell. De Emancipatie der Slaven in Nederlandsch Indië & Nog iets over de Emancipatie der Slaven in Nederlandsch-Indië, door een inzender.  Tijdschrift voor Nederlands Indië, elfde jaargang.
- Reis over Java, Madura en Bali in het midden van 1847 (3 dln., Amsterdam 1849)
- De beschuldiging en veroordeeling in Indië en de rechtvaardiging in Nederland (Zaltbommel 1850)
- 1850. W.R. van Hoevell. Beschouwingen omtrent het Bestuur van Nederlands Indië. Tijdschrift voor Nederlandsch Indië. 12de jaargang
- 1850. Wolter Robert van Hoëvell. Generaal Andreas Victor Michiels. Tijdschrift voor Nederlands Indië, 12de jaargang. Bladzijde 374-376
- Parlementaire redevoeringen over koloniale belangen, 3 dln., Zaltbommel 1850-'59)
- 1854. W.R. van Hoevell. Brieven aan den Redacteur van het Tijdschrift voor Nederlands Indië over eene zaak die alle officieren ter harte gaat. Tijdschrift voor Nederlandsch Indië. zestiende jaargang.
- 1854. W.R. van Hoevell. De oppositie der Nederlandsche Indische Ambtenaren tegen het voor Indië bestaande regeringsstelsel.  Tijdschrift voor Nederlandsch Indië. 16de jaargang.
- 1854. W.R. van Hoevell. Slaven en vrijen onder de Nederlandsche wet.[3]
- 1857. W.R, van Hoevell. Een balling in Nederlands Indië (L.J. Pietersz.) Tijdschrift voor Nederlands Indië, 19de jaargang
- 1859. W.R. van Hoevell. De expeditie tegen Boni en de ramoen van Bandjermasin.  Tijdschrift voor Nederlands Indië. 21ste jaargang (betreft de oorlog in Bandjermasin).
- 1860. W.R. van Hoevell. De Inlandsche hoofden en de bevolking op Java. (Max Havelaar, of de koffij-veilingen der Nederlandsche Handel-Maatschappij, door Multatuli Ams. (First Review Article). Tijdschrift voor Nederlandsch Indië. 22ste jaargang.
- Uit het Indisch leven (Amsterdam 1865)
- Een blik op het leven van G.H. Betz (Zaltbommel 1866)